# María Bonita
María Bonita es una telenovela colombiana realizada por RTI Televisión para la Cadena Uno entre 1995 y 1996; protagonizada por los actores mexicanos Adela Noriega y Fernando Allende, con las actuaciones estelares de Julio César Luna, María Eugenia Dávila, Robinson Díaz y Adriana Vera, y las participaciones antagónicas de Margalida Castro, César Mora, Katherine Vélez, Flora Martínez  y Juan Pablo Shuk.
El argumento guarda mucha similitud con el de "El conde de Montecristo" de Alejandro Dumas pese a ser un guion original de David Sánchez Juliao con los libretos de Martha Bossio de Martínez.

## Sinopsis
Esta historia se desarrolla en Isla Fuerte, una isla del Caribe donde Augusto Santos (Julio César Luna), está en su tercer período como presidente. Dicho pequeño país vive de la producción del banano y del turismo. Un día María "Bonita" (Adela Noriega), una bella cantante mexicana, es invitada por el presidente para celebrar sus 60 años. Lo que ella nunca imaginó fue que se quedaría atrapada en esa isla para siempre. Tampoco sabía que allí conocería al amor de su vida, José Santos Ramand (Fernando Allende).
Él es el hijo ilegítimo del presidente, quien odia a su padre por no haberlo reconocido nunca, pese a haberle encomendado el control sobre la producción del banano. Lo que José Santos desconoce es que además es hijo de su protectora La Maga Segrera, amiga personal del presidente y dueña de una prestigiosa casa de citas, y que ha cuidado de él junto a Matea. José Santos promete vengarse de su progenitor. María estará en medio de ellos.
José Santos, borracho, una noche abusa de María (quien antes es acosada por Rodrigo, hijo mayor del presidente) y la sella con la misma marca que usa para las mujeres que él ha poseído. El joven se arrepiente de su acción y pide perdón a la joven que le odia con las mismas fuerzas con las que, irremediablemente, se siente atraída por él. El padre de María, quien la acompaña muere accidentalmente lo que provoca aun el odio de María hacia José. El presidente intenta conquistar por todos sus medios a María aunque su delicada salud además de los problemas de su familia y los de María impiden que ella le corresponda pese a estar fascinada con las atenciones que el presidente le brinda.
El tiempo pasa y María, decidida a olvidarse de José y del presidente, se enamora de Claudio, sobrino del presidente durante un viaje espiritual. Los jóvenes se casan (en principio mintiendo sobre sus identidades) y en la luna de miel tienen un accidente automovilístico en el que María es quien conduce. El joven convierte el matrimonio en un tormento por sus constantes celos y desconfianzas, faciitando que José gane terreno en el corazón de la joven cantante después de su atroz acto del posada, aunque María culpa a José por el accidente tras haber visto su característica marca.
Un día, el marido de María aparece misteriosamente asesinado. En un principio, todas las culpas recaen sobre ella pero después será otro el principal sospechoso: José tras encontrarse su marca en el rostro de Claudio. En realidad, el crimen fue cometido por Rodrigo quien obsesionado con María discute con su primo Claudio por ella desembocando en el asesinato. La malvada Libia (Margalida Castro), hermana del presidente y por ende madre de Claudio, cree que José es el asesino y decide tomar cartas para quitarse de en medio al hijo bastardo de su hermano y, de paso, vengar la muerte de su hijo así como hacer desaparecer también a la cantante, a quien considera una mujer interesada buscando buena posición emparentándose con la familia presidencial. Carlos, hijo menor del presidente y de su entera confianza, al saber la verdad es atacado por Rodrigo provocándole una parálisis atendida en el exterior junto a Evita. Ambos mueren en circunstancias poco esclarecidas.
Mientras que María huye, acusada de cómplice en el crimen, decide empezar una vida lejos de allí, José, herido tras su intento de fuga, es encarcelado en condiciones infrahumanas en una cárcel de máxima seguridad donde Libia da órdenes de que sometan al hombre a todo tipo de torturas físicas y mentales con el fin de ir aniquilándolo poco a poco. María es víctima de las torturas de los sicarios al servicio de Libia pero logra salvarse.
El compañero de celda de José, Miguel, pese a que es mudo, asegura conocer la existencia de un tesoro y da las indicaciones precisas para encontrarlo a José, el cual aún conserva sus facultades mentales bien, a pesar de no poder decir lo mismo de su físico y hasta de su voz que ha perdido a causa de la desnutrición.
Mientras Augusto renuncia a la presidencia, María decide dejar el mundo artístico y, por casualidades del destino, en medio de su clandestinidad, se verá convertida en madre de una niña casi adolescente (ya que salvó a María en su huida) a quien tomará bajo su tutela y a la que se dedicará en cuerpo y alma prometiéndose a sí misma olvidar a José a quien cree realmente culpable del asesinato de su marido. Sin embargo, La Maga y Matea descubren la verdad sobre la inocencia de José Santos pero La Maga es asesinada por órdenes de Libia, no sin antes hacerle saber a Matea que José Santos es su hijo, asunto del que se entera también María.
Un incendio fortuito hace que la cárcel donde está metido José quede completamente destruida. Las víctimas quedan completamente desfiguradas y apenas es posible reconocerlas. Confundiendo el cuerpo carbonizado de su compañero de celda con el suyo, ya que robó el anillo con su marca, todos dan a José por muerto, el cual ha conseguido huir y es socorrido por un sacerdote que, impresionado por el lamentable aspecto del joven, se hace cargo de él. Matea recoge a José Santos al ver que está vivo y ambos descubren y recogen el tesoro.
Han pasado 5 años y María es de nuevo invitada por el presidente que quiere hacer borrón y cuenta nueva sabiendo que Maria siempre ha sido inocente y que aún la ama. María acepta y hace una actuación musical en un coctel de negocios del expresidente pese a la hostilidad de algunos miembros de la familia de éste, como Libia quien aun la cree cómplice en el asesinato de Claudio.
Cuando la joven termina la actuación y todos se disponen a disfrutar de la velada, un apuesto y millonario hombre llamado Damar Santoyo (anagrama de Santos Ramand) se acerca a la joven para invitarla a bailar. Algo en su mirada le resulta familiar a María que, sin embargo, está muy lejos de suponer que se trata del propio José con una nueva identidad y ya recuperado de todas las secuelas físicas que le quedaron de su encierro, si bien las emocionales continúan estando muy presentes.
Comienza entonces una venganza terrible donde José, ahora Damar, irá derribando uno por uno a todos sus enemigos y donde los sucesos más inesperados no solo le obligarán a llevar su plan en otras direcciones sino que le pondrán frente a frente con su propia hija, que resultará ser la hija adoptiva de María, además de descubrir que nunca fue hijo ilegítimo de Augusto.

## Elenco
- Adela Noriega ....  María "Bonita" Reynoso Lara [1]
- Fernando Allende .... José Santos Ramand "El Diablo" / Damar Santoyo [1]
- Julio César Luna .... Augusto Santos Yarsagaray [1]
- Margalida Castro .... Libia Santos Yarsagaray de Carvajales
- María Eugenia Dávila .... Margarita  'La Maga' Segrera/Magdalena 'Mella' Segrera [1]
- Margoth Velásquez .... Matea Truco [1]
- César Mora ....  Jacinto Barba [1]
- Bruno Díaz .... Carlos Juan Sagun 'Calancho'  [1]
- Luis Fernando Orozco .... Doctor Polidoro Fernández [1]
- Robinson Díaz ....  Carlos Santos [1]
- Adriana Vera .... Eva "Evita" Santos [1]
- Flora Martínez ....  Imelda Santos [1]
- Felipe Solano ....  Juan José 'J.J.' Carvajales [1]
- Juan Pablo Shuk ....  Rodrigo Santos [1]
- Iris Oyola .... Adaljisa [1]
- Ana María Hoyos ....Kathy Albarracín [1]
- Sandra Pérez .... Lupe [1]
- José Rojas .... Claudio Carvajales Santos [1]
- Luis Fernando Bohórquez ....Chepe Che [1]
- Martha Liliana Ruiz ....Maritza Clinton
- Jorge Romero .... Alirio
- José Saldarriaga.... Vicente Reynoso
- Carmen Marina Torres ....  Tona
- Fernando Corredor .... Vicepresidente De la C0ncha
- Joe Broderick .... Ítalo Sereno
- Carlos Duplat ....Sacerdote
- Orlando Valenzuela .... John Jairo
- Katherine Vélez .... Josefina Cáceres/Julia, mamá biológica de Angélica
- María Eugenia Arboleda
- Rita Bendeck[1]
- Liana Gretel ....Maddie Zea[1]
- John Ceballos .... Camilo Laserna
- Adriana Jaramillo Villegas....Angélica 'Angie' (niña)
- Johana Bernal.... Angélica 'Angie' (adolescente)
- Christiane Nunes.... Isaura Saouza
- Henry Castillo .... Miguel, compañero de celda de José Santos
- Andrés Midón.... Arturo Torres
- Néstor Moio....Kike Casabianca
- Manuel Cabral....Erick Estanpanato
- Víctor Hugo Trespalacios....René Cifuentes
- Hernando Reyes....Taxista
- Diana Ángel....Tránsito
- Gloria Sandoval.... Doña Inés
- John Mario Rivero....Erick Primero
- Alejandro Morales....Erick Segundo
- Ricardo González....Erick Tercero
- Wilson Giraldo....
- Gloria Velásquez....Rafaela
- Luis Chiappe....Elías Terranova
- Daniel Ochoa.... Médico

## Premios y nominaciones
Anexo:Premios TVyNovelas (Colombia) 1996
| Año  | Categoría                | Nominado         | Resultado |
| ---- | ------------------------ | ---------------- | --------- |
| 1996 | Mejor telenovela         | María Bonita     | Nominada  |
| 1996 | Mejor actriz protagónica | Adela Noriega    | Nominada  |
| 1996 | Mejor actor protagónico  | Fernando Allende | Nominado  |
| 1996 | Mejor actriz antagónica  | Margalida Castro | Ganadora  |